# Basil Spears
Basil Spears (Oklahoma City, 28 september 1921 - aldaar, 7 november 2004) was een Amerikaanse jazz- en bluesmuzikante (zang, piano, orgel).

## Biografie
Spears, die midden jaren 40 in New York woonde, speelde twee jaar lang in vijf clubs. In 1947 nam ze voor het platenlabel Manor het nummer "I Need a Man“ op, later nam ze songs op als "’Deed I Do“ (1949), begeleid door Kenneth Roane, J. J. Johnson, George James, Art Lenier, John Brown en Gene Brooks. In 1952 nam ze met het trio van Benny Payne (met Everett Barksdale en Joe Benjamin) vier nummers op: "You Make Me Feel So Good“, "Don’t Sing Me No Blues“, "I Want a Man to Give Me Some Luck“ en "Leave Him Alone and He’ll Come Home“. Spears trad op in de film Boy! What a Girl! (1947, regie Arthur H. Leonard).